# Пацикі з Франека
«Пацикі з Франека» (Patsyki z Franeka, або скорочено — PZF) — український музичний гурт, який поєднує етнічні українські мелодії з сучасними музичними стилями, такими як хіп-хоп та електронна музика. Гурт був заснований в Івано-Франківську, але його учасники живуть і творять в Києві.

## Історія
Гурт був заснований Назаром Худиним та його друзями Вовою та Ромою. Спочатку вони писали та виконували реп на замовлення для відомих людей, створюючи тексти на основі зібраної інформації про них. Пізніше до гурту приєднався Чьорний (відомий як Mista Frokk).
У 2016 році гурт переміг у першому сезоні проєкту «Хіт-конвеєр» від телеканалу М2 з піснею «VasЯ OMG». А вже наступного року з цією ж піснею вони брали участь у кастингу восьмого сезону співочого шоу «Х-Фактор».
У 2021 році «Пацикі з Франека» стали музичними амбасадорами збірної України з футболу на «Євро-2020» з піснею «ЖовтоСині».
У 2022 році гурт представив міні-альбом «Повстанські пісні», до якого увійшли народні пісні 1914 року.

## Склад

### Теперішні учасники
- Назар Худин
- Людина-кіт (Чьорний)
- Лола